# Josephine Wall
Josephine Wall (* Mai 1947 in Farnham, Surrey) ist eine britische Fantasy-Künstlerin und Bildhauerin.

## Leben
Wall besuchte die Highschools in Farnham sowie Parkstone in der Grafschaft Dorset und studierte anschließend drei Jahre Bildende Kunst am Bournemouth College. Nach ihrem Abschluss arbeitete sie ab 1967 als Designerin und Malerin in der Poole Pottery für Delphis Ware. Zu ihren Töpferskulpturen gehörten Figuren aus Tolkiens Der Herr der Ringe und Fabelwesen. Später modellierte sie Tiere, die bei Harrods in London ausgestellt wurden.
Walls Gemälde sind hauptsächlich von Arthur Rackham inspiriert, in geringerem Maße auch von surrealistischen Künstlern wie René Magritte und Salvador Dalí und der Romantik der Präraffaeliten.
Einige ihrer größeren Gemälde wurden 1974 in Teheran und Tokio ausgestellt. Ihre erste Einzelausstellung fand 1975 in Swindon statt. Wall und ihre Gemälde waren 1990 Gegenstand eines Sonderbeitrags der TV-Produktionsfirma Southern Television. Im selben Jahr fand eine zweite Einzelausstellung und 1991 eine dritte in der Mayfield Gallery in Bournemouth statt. Nach einem Besuch der Frühjahrsmesse in Birmingham im Jahr 1993 wurde sie von F. J. Warren in Hitchin, England, sowie von Wizard + Genius aus der Schweiz unter Vertrag genommen, um ihre Werke in Form von gerahmten Kunstdrucken, Postern und Karten weltweit zu vertreiben.
1996 schloss Wall eine Lizenzvereinbarung mit der Agentur Art Impressions mit Sitz in Los Angeles, Kalifornien, ab, was zu einer signifikanten Ausweitung der Vertriebskanäle für ihre Kunstwerke führte.
Ihre Bildmotive zieren seitdem Grußkarten, Kalender, Poster, Gläser und Keramik, T-Shirts, Zeitschriften, Briefpapier, Tassen, Schatzkästchen, Wandbilddrucke, Scrapbook-Papiersets, Stickerei-Sets, Exlibris, Schulbedarf, Figuren, Puzzles sowie Drucke.
Im Jahr 1998 wurden fünf Originalwerke für eine Ausstellung in der Londoner Mall Gallery mit dem Titel Art of the Imagination ausgewählt. Wall wurde daraufhin in den Kreis der Künstler der gleichnamigen Gesellschaft aufgenommen.
2004 wurden ihre Werke von Ron und Yvette Emard (den Gründern der Galerie Courtyard of Romance) für Ausstellungen auf der Artexpo New York ausgewählt. 2005 waren sie Gegenstand des Buches The Fantasy World of Josephine Wall, das gemeinsam von der Künstlerin und der Galerie veröffentlicht wurde. 2011 erschien in Zusammenarbeit mit Susan D. Brandenburg die Biographie Josephine Wall’s Palette of Dreams. 2015 veröffentlichte Joseph Simas das Werk Celestial Art: The Fantastic Art of Josephine Wall.
Die US-amerikanische Popsängerin Britney Spears besitzt eine Reihe von limitierten Originaldrucken von Josephine Wall.
Zu Walls bekanntesten Werken zählen Darstellungen der griechischen Göttin Gaia, darunter Breath of Gaia, Sadness of Gaia, The Presence of Gaia und Gaia’s Garden.
Wall ist Mutter von drei Kindern.